# Tajae Sharpe
Tajaé Lamar Sharpe (geboren am 23. Dezember 1994 in Newark, New Jersey) ist ein ehemaliger US-amerikanischer American-Football-Spieler auf der Position des Wide Receivers. Er spielte College Football für die University of Massachusetts Amherst und stand zuletzt bei den San Francisco 49ers in der National Football League (NFL) unter Vertrag. Von 2016 bis 2019 spielte er für die Tennessee Titans, anschließend stand er bei den Minnesota Vikings, den Kansas City Chiefs, den Atlanta Falcons und den Chicago Bears unter Vertrag.

## College
Sharpe besuchte die High School im Piscataway Township, New Jersey, und ging anschließend von 2012 bis 2015 auf die University of Massachusetts Amherst, wo er für die Minutemen spielte. In vier Spielzeiten für die UMass Minutemen fing Sharpe 277 Pässe für 3486 Yards Raumgewinn und 16 Touchdowns. Dabei erreichte er 2014 und 2015 jeweils die 100-Yards-Marke. Mit 111 gefangenen Pässen in seiner letzten College-Saison stellte Sharpe die landesweite Bestmarke auf.

## NFL

### Tennessee Titans
Sharpe wurde im NFL Draft 2016 in der 5. Runde an 140. Stelle von den Tennessee Titans ausgewählt. Nach einer überzeugenden Leistung im Trainingscamp ging er als Starter in seine Rookiesaison. Seinen ersten Touchdownpass in der NFL fing er am 10. Spieltag bei einem Sieg gegen die Green Bay Packers. Er kam in allen 16 Spielen zum Einsatz, davon zehnmal als Starter. Sharpe fing bei 41 Pässe, davon zwei Touchdownpässe und erzielte 522 Yards Raumgewinn.
Nachdem Sharpe sich im letzten Spiel der Preseason 2017 eine Verletzung am rechten Fuß zuzog, an dem er bereits zuvor in der Offseason verletzt gewesen war, setzten ihn die Titans auf die Injured Reserve List, womit er in der gesamten Regular Season nicht zum Einsatz kam.
In den folgenden beiden Saison konnte Sharpe nicht ganz an die Werte aus seiner Rookiesaison anknüpfen und erzielte jeweils etwa 300 Yards Raumgewinn.

### Minnesota Vikings
Am 25. März 2020 unterschrieb Sharpe einen Einjahresvertrag bei den Minnesota Vikings. Die Vertragssumme belief sich auf eine Million Dollar und hätte sich durch Bonuszahlungen auf bis zu 1,5 Millionen Dollar erhöhen können. In Minnesota spielte er keine Rolle, er stand in vier Spielen auf dem Feld und fing dabei keinen Pass. Am 14. Dezember entließen die Vikings Sharpe.

### Kansas City Chiefs
Am 17. Dezember 2020 nahmen die Kansas City Chiefs Sharpe für ihren Practice Squad unter Vertrag. Im April 2021 verpflichteten sie ihn für die folgende Saison erneut, entließen ihn allerdings im Mai wieder.

### Atlanta Falcons
Ende Mai 2021 unterschrieb Sharpe einen Einjahresvertrag bei den Atlanta Falcons. In 15 Spielen für die Falcons fing Sharpe 25 Pässe für 230 Yards.

### Chicago Bears
Am 12. Mai 2022 nahmen die Chicago Bears Sharpe unter Vertrag. Zu Saisonbeginn wurde er wegen einer Rippenverletzung auf die Injured Reserve List gesetzt, am 9. September einigte er sich mit den Bears auf die Auflösung seines Vertrags.

### San Francisco 49ers
Am 7. November 2022 schloss Sharpe sich dem Practice Squad der San Francisco 49ers an. Nach acht Tagen wurde er auf die Injured Reserve List gesetzt, am 23. November einigte er sich mit den 49ers auf eine Vertragsauflösung.

### NFL-Statistiken
| Saison                             | Team              | Spiele                        | Spiele                        | Receiving                     | Receiving                     | Receiving                     | Receiving                     | Receiving                     | Rushing                       | Rushing                       | Rushing                       | Rushing                       | Rushing                       | Fumbles                       | Fumbles                       |
| Saison                             | Team              | GP                            | GS                            | Rec                           | Yds                           | Avg                           | Lng                           | TD                            | Att                           | Yds                           | Avg                           | Lng                           | TD                            | Fum                           | Lost                          |
| ---------------------------------- | ----------------- | ----------------------------- | ----------------------------- | ----------------------------- | ----------------------------- | ----------------------------- | ----------------------------- | ----------------------------- | ----------------------------- | ----------------------------- | ----------------------------- | ----------------------------- | ----------------------------- | ----------------------------- | ----------------------------- |
| 2016                               | Tennessee Titans  | 16                            | 10                            | 41                            | 522                           | 12,7                          | 34                            | 2                             | 1                             | 1                             | 1,0                           | 1                             | 0                             | 0                             | 0                             |
| 2017                               | Tennessee Titans  | kein Einsatz wegen Verletzung | kein Einsatz wegen Verletzung | kein Einsatz wegen Verletzung | kein Einsatz wegen Verletzung | kein Einsatz wegen Verletzung | kein Einsatz wegen Verletzung | kein Einsatz wegen Verletzung | kein Einsatz wegen Verletzung | kein Einsatz wegen Verletzung | kein Einsatz wegen Verletzung | kein Einsatz wegen Verletzung | kein Einsatz wegen Verletzung | kein Einsatz wegen Verletzung | kein Einsatz wegen Verletzung |
| 2018                               | Tennessee Titans  | 16                            | 13                            | 26                            | 316                           | 12,2                          | 28                            | 2                             | 1                             | 16                            | 16,0                          | 16                            | 0                             | 0                             | 0                             |
| 2019                               | Tennessee Titans  | 15                            | 6                             | 25                            | 329                           | 13,2                          | 47                            | 4                             | –                             | –                             | –                             | –                             | –                             | 0                             | 0                             |
| 2020                               | Minnesota Vikings | 4                             | 0                             | 0                             | 0                             | 0,0                           | 0                             | 0                             | –                             | –                             | –                             | –                             | –                             | 0                             | 0                             |
| 2021                               | Atlanta Falcons   | 15                            | 7                             | 25                            | 230                           | 9,2                           | 17                            | 0                             | –                             | –                             | –                             | –                             | –                             | 0                             | 0                             |
| Total                              | Total             | 66                            | 36                            | 117                           | 1397                          | 11,9                          | 47                            | 8                             | 2                             | 17                            | 8,5                           | 16                            | 0                             | 0                             | 0                             |
| Quelle: pro-football-reference.com |                   |                               |                               |                               |                               |                               |                               |                               |                               |                               |                               |                               |                               |                               |                               |